# Tankcontainer

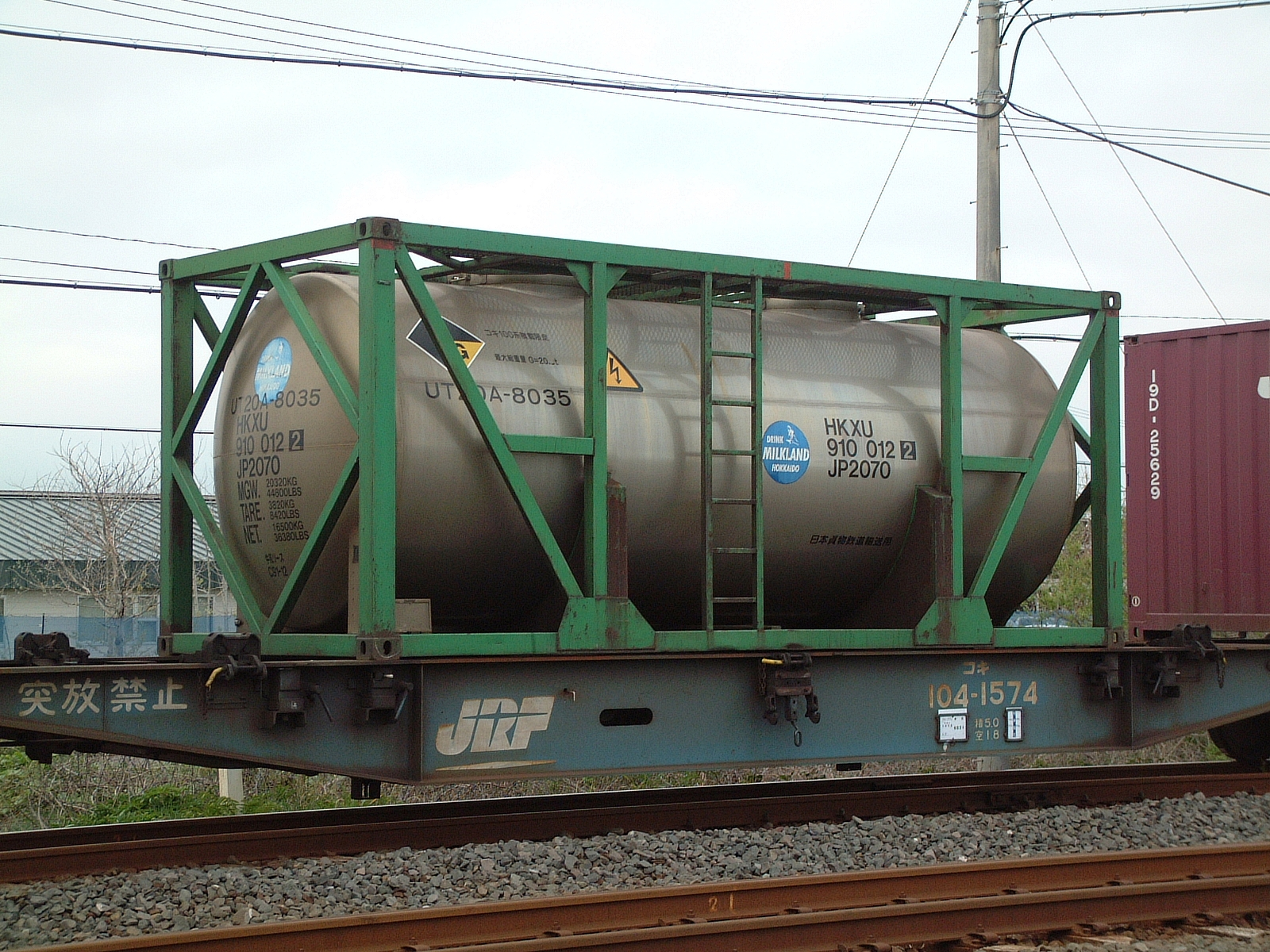
Tankcontainer

Een tankcontainer is een intermodale container voor het vervoer van vloeistoffen, gassen en poeders in bulk.
Een tankcontainer wordt gebouwd volgens de ISO-standaard, waardoor hij geschikt is voor verschillende typen transport. In tankcontainers kunnen zowel gevaarlijke als ongevaarlijke producten vervoerd worden.
Een tankcontainer heeft een vat van roestvast staal met daaromheen een isolatie- en beschermingslaag van doorgaans polyurethaan en aluminium. Het vat wordt in het midden van een stalen frame geplaatst. Het frame wordt gemaakt volgens ISO-normen en is 20 voet (6,06 m) lang, 8 voet (2,44 m) breed en 8 of 8,6 voet (2,44-2,60 m) hoog. De inhoud van de tank varieert van 14.000 liter tot 27.000 liter. Er bestaan zowel kleinere als grotere tankcontainers. Deze hebben doorgaans een maat die afwijkt van de ISO-maten.
De brancheorganisatie ITCO schatte in 2009 dat er 250.000 tankcontainers in gebruik waren, die gezamenlijk 675.000 transporten verzorgden. De ITCO geeft in de publicatie "Global Tank Container Survey" aan dat er in 2019 totaal 604.700 tankcontainers in gebruik zijn, waarvan 381.750 in gebruik door tankcontainer operators.

## Geschiedenis
Het concept voor de tankcontainer is bedacht door Bob Fossey, een ingenieur die werkte voor Willimas Fairclough in Londen. In 1964 maakte hij een swapbody tank voor gecombineerd vervoer per truck en trein, deze tank was nog niet gebouwd volgens ISO-normen. In 1966 vond de eerste commerciële productie plaats en een jaar later werd de eerste tankcontainer volgens ISO-normen ontwikkeld. 
De eerste in serie geproduceerde tankcontainers werden gekocht door Trafpak, een onderdeel van Pakhoed.
Begin jaren 70 werd de tankcontainer door ontwikkeld tot de huidige vorm en kwam ook de productie goed op gang. Waar de productie in de beginperiode vooral in Europa plaatsvond, wordt anno 2010 met name in China en Zuid-Afrika geproduceerd.

## Laden en lossen
Een tankcontainer kan zowel via de bovenkant als de onderkant geladen en gelost worden. Op een standaard tankcontainer zit aan de bovenkant een mangat en ten minste één afsluiter, aan de onderkant zit één afsluiter. 
Het laden en lossen vindt plaats door slangen van de laad- en losinstallatie aan te sluiten op de afsluiter van de tankcontainer. Vervolgens kan er geladen of gelost worden, dit gebeurt vaak met behulp van een pomp.
Afhankelijk van de installatie en regelgeving ten aanzien van sommige producten wordt bepaald hoe er geladen of gelost moet worden.

## Soorten tankcontainer
- Swapbodytank - heeft een vat dat groter is dan het frame, doorgaans 23 of 25 voet lang
- Levensmiddelentank - een standaardtankcontainer waarin alleen levensmiddelen geladen mogen worden
- Reefertank - een tankcontainer met de mogelijkheid om het product gekoeld te vervoeren
- Gastank - een tankcontainer die geschikt is voor het vervoer van gassen
- Silotank - een tankcontainer voor het vervoer van granen en poeders.
- Meercompartimententank - een tankcontainer met één of twee tussenschotten in de tank, waardoor tegelijkertijd meerdere producten verscheept kunnen worden.

## Classificatie
Alle containers worden geclassificeerd volgens de internationale standaard ISO 6346. Deze code, ook wel de size type genoemd, geeft aan hoe lang de container is en welk type container het betreft. Bijvoorbeeld in de code 22T4 geeft de eerste 2 aan dat het een lengte van 20 voet betreft, de tweede 2 staat voor 8,6 voet hoog. T4 duidt het type container, zoals beschreven in de onderstaande tabel.
Alle gevaarlijke stoffen hebben een stofidentificatienummer ofwel 'UN-nummer' en een 'packing group'. Met deze combinatie is het mogelijk om aan de hand van de voorschriften -IMDG Code, ADR, RID en dergelijke- te bepalen welk type tankcontainer er nodig is voor een transport. T1 tot en met T3 labelen containers voor ongevaarlijke producten, de codes vanaf T4 betreft gevaarlijke stoffen.
| T-Code | Minimale testdruk (bar) | Minimale tankdikte | Drukontlastingsvoorschriften | Bodemopeningvoorschriften                              |
| ------ | ----------------------- | ------------------ | ---------------------------- | ------------------------------------------------------ |
| T1     | 1.5                     | Minimaal 6mm       | Normaal                      | 2 afsluiters (intern + extern)                         |
| T2     | 1.5                     | Minimaal 6mm       | Normaal                      | 3 afsluiters (intern + extern + blindflens/schroefdop) |
| T3     | 2.65                    | Minimaal 6mm       | Normaal                      | 2 afsluiters (intern + extern)                         |
| T4     | 2.65                    | Minimaal 6mm       | Normaal                      | 3 afsluiters (intern + extern + blindflens/schroefdop) |
| T5     | 2.65                    | Minimaal 6mm       | Normaal + Breekplaat         | Niet toegestaan                                        |
| T6     | 4                       | Minimaal 6mm       | Normaal                      | 2 afsluiters (intern + extern)                         |
| T7     | 4                       | Minimaal 6mm       | Normaal                      | 3 afsluiters (intern + extern + blindflens/schroefdop) |
| T8     | 4                       | Minimaal 6mm       | Normaal                      | Niet toegestaan                                        |
| T9     | 4                       | 6mm                | Normaal                      | Niet toegestaan                                        |
| T10    | 4                       | 6mm                | Normaal + Breekplaat         | Niet toegestaan                                        |
| T11    | 6                       | Minimaal 6mm       | Normaal                      | 3 afsluiters (intern + extern + blindflens/schroefdop) |
| T12    | 6                       | Minimaal 6mm       | Normaal + Breekplaat         | 3 afsluiters (intern + extern + blindflens/schroefdop) |
| T13    | 6                       | 6mm                | Normaal                      | Niet toegestaan                                        |
| T14    | 6                       | 6mm                | Normaal + Breekplaat         | Niet toegestaan                                        |
| T15    | 10                      | Minimaal 6mm       | Normaal                      | 3 afsluiters (intern + extern + blindflens/schroefdop) |
| T16    | 10                      | Minimaal 6mm       | Normaal + Breekplaat         | 3 afsluiters (intern + extern + blindflens/schroefdop) |
| T17    | 10                      | 6mm                | Normaal                      | 3 afsluiters (intern + extern + blindflens/schroefdop) |
| T18    | 10                      | 6mm                | Normaal + Breekplaat         | 3 afsluiters (intern + extern + blindflens/schroefdop) |
| T19    | 10                      | 6mm                | Normaal + Breekplaat         | Niet toegestaan                                        |
| T20    | 10                      | 8mm                | Normaal + Breekplaat         | Niet toegestaan                                        |
| T21    | 10                      | 10mm               | Normaal                      | Niet toegestaan                                        |
| T22    | 10                      | 10mm               | Normaal + Breekplaat         | Niet toegestaan                                        |

Naast de bovenstaande tank types bestaan er nog drie, T23, T50 en T75. Deze types zijn voor specifieke producten met aanvullende voorschriften.

## Concurrerende vervoersvormen
- Tanker
- Tankwagen
- Ketelwagen
- Flexitank
- Intermediate Bulk Container
- Vat